# Aaptolasma leptoderma
Aaptolasma leptoderma är en kräftdjursart som beskrevs av William A. Newman och Arnold Ross 1971. Aaptolasma leptoderma ingår i släktet Aaptolasma och familjen Bathylasmatidae. Inga underarter finns listade i Catalogue of Life.